# Chronos-Deep
Chronos-Deep è un manga scritto e disegnato da Yu Aikawa e pubblicato su Comic Zero Sum della Ichijinsha dall'aprile 2010 al giugno 2012, con cadenza mensile, per un totale di 26 capitoli raccolti in seguito in tre volumi tankōbon.

## Trama
Nanasawa Io è un giovane studente che ha perso i genitori e la sorella nell'incendio che devastò casa sua. Le persone attorno a lui lo vedono come un mostro tormentato da una maledizione, la stessa che ha devastato casa sua e gli attribuiscono la colpa dell'incendio. Alcuni inoltre l'hanno visto parlare da solo o con una strana ombra che esce dal suo corpo.
Un giorno incontra due ragazzi che cacciano i kagetsuki, ombre che si impossessano dei corpi umani per trarne nutrimento, e si unisce a loro nella caccia a queste creature nell'organizzazione Titans.

## Terminologia
- Kagetsuki: ombre che si impossessano di un corpo umano arrivando ad assumerne il completo controllo per nutrirsi della loro energia vitale.
- Maestro d'Ombra: umano in cui risiede un'ombra che non è riuscita a possederlo. Il maestro riesce ad utilizzare il potere dell'Ombra cedendo parte della sua energia vitale.
- Titans:organizzazione composta da maestri d'ombra che si batte per debellare i kagetsuki.

## Personaggi
- Io Nanasawa
- Hatsuki
- Koyomi
- Fukamachi Meguru
- Takato Kei
- Kaninaga Shou
- Kaninaga Riku
- Kiririn
- Saki

### Ombre
- Chronos: l'ombra bianca di Io Nanasawa che ha il potere di controllare le fiamme.
- Krei: l'ombra di Hatsuki.
- Thetys: l'ombra di Koyomi.
- Cean: l'ombra di Meguru, utile per ricercare informazioni viste le sue ridotte dimensioni.
- Mnemosyne: l'ombra di Saki, utile per la ricerca delle informazioni.
- Rhea: l'ombra di Kaninaga Shou con il potere di creare infinite copie di sé e possedere così innumerevoli corpi umani.